# Synagogenbezirk Ahaus
Der Synagogenbezirk Ahaus mit Sitz in Ahaus, heute eine Stadt im Kreis Borken in Nordrhein-Westfalen, wurde nach dem Preußischen Judengesetz von 1847 geschaffen.
Der Synagogenbezirk umfasste Mitte des 19. Jahrhunderts neben Ahaus auch die Orte Epe, Gronau, Legden, Nienborg, Schöppingen, Stadtlohn und Vreden.